# Trilog
Trilog bzw. formeller Trilog (von altgriechisch τρι tri, deutsch ‚drei‘ und λόγος lógos, deutsch ‚Wort‘ oder ‚Rede‘, siehe auch Dialog) ist ein paritätisch zusammengesetztes Dreiertreffen der gesetzgebenden Institutionen der Europäischen Union (EU):
1. Europäische Kommission
2. Rat der Europäischen Union und
3. Europäisches Parlament.

Die Europäische Kommission übernimmt dabei eine moderierende Funktion, da sie nach wie vor als politisch „neutrale“ Instanz gilt.

## Formeller und informeller Trilog
Formelle Trilog-Verhandlungen finden im ordentlichen Gesetzgebungsverfahren formell als Vermittlungsausschuss statt, wenn der Rat den Änderungsvorschlägen des Parlaments aus zweiter Lesung nicht zustimmt. Dieser Prozess wird jedoch meist erheblich abgekürzt, indem die Kompromissfindung bereits in der ersten oder vor der zweiten Lesung eines Gesetzesvorschlags mittels informeller Trilog-Verhandlungen vor der jeweiligen Lesung vorbereitet wird.
Während das formelle Trilogverfahren in den Verträgen geregelt ist, dient das informelle Verfahren dazu, die Einberufung des mit einem höheren Zeitaufwand verbundenen formellen Verfahrens zwischen Rat und Europäischem Parlament zu umgehen und eine Einigung während der ersten oder (verbreitet) in der zweiten Lesung zu ermöglichen.

### Formelle Trilogverfahren in den EU-Verträgen
- Ordentliches Gesetzgebungsverfahren: Stimmt der Rat den Änderungsvorschlägen des Parlaments aus zweiter Lesung nicht zu, wird ein Vermittlungsausschuss einberufen, der paritätisch aus Vertretern von Rat und Parlament zusammengesetzt ist. Die Kommission nimmt beobachtend teil. Zur Vermeidung der Einberufung eines zeitlich präzise geregelten Vermittlungsverfahrens (das auch im Vorgängerverfahren, dem Mitentscheidungsverfahren, vorgesehen war) wurde immer häufiger eine Einigung im Rahmen des informellen Trilogs angestrebt, einer informellen Zusammenkunft vor der drohenden Einberufung des Vermittlungsausschusses.[1]
- Haushaltsverfahren: Genehmigt das Parlament den vom Rat vorgelegten Standpunkt zum Jahreshaushaltsplan nur mit Änderungen, dann wird ebenfalls ein Vermittlungsausschuss einberufen.

### Zugehörige Rechtsnormen
- Art. 294 (10)–(12) AEUV: Vermittlungsausschuss[2]
- Gemeinsame Erklärung zu den praktischen Modalitäten des neuen Mitentscheidungsverfahrens 2007/C 145/02, Grundsatz 7: „[…] Möglichkeit zu Einigung in den Stadien der ersten und der zweiten Lesung wesentlich verbessert und zur Vorbereitung der Arbeiten des Vermittlungsausschusses [beiträgt]“[3]
  - Informelle Trilogverfahren dürfen in allen Phasen der Beschlussfassung nach Art. 294 AEUV stattfinden[4][5]
  - Die Gemeinsamen Erklärungen ergänzen den Prozess um ein neues Stadium: „Stadium des gemeinsamen Standpunkts“, hier weitere Möglichkeit zu informellen Trilogen („Kontakten“)[6]
  - Nach Grundsatz 9 keine Verpflichtung, Entwürfe von Kompromisstexten vorab zu übermitteln[7]

## Häufigkeit des verkürzten Gesetzgebungsverfahrens
In der aktuellen Legislaturperiode der Europäischen Union lässt sich die Tendenz verzeichnen, Rechtsakte immer häufiger nach der ersten Lesung zu verabschieden: Während der Anteil der sogenannten first-reading agreements im Jahr 2000 noch unter 20 % der Gesamtheit der erlassenen Rechtsakte lag, betrug er im Jahr 2008 80 %. Um eine derart reibungslose Entscheidungsfindung zu ermöglichen, werden häufig vorab im Rahmen von informellen Trilog-Verhandlungen Vorbereitungen getroffen.
- 2009–2013: 81 % aller Gesetzesentwürfe in erster Lesung beschlossen[8]
- 2004–2009: 72 % aller Gesetzesentwürfe in erster Lesung beschlossen[9]
- 1999–2004: 33 % aller Gesetzesentwürfe in erster Lesung beschlossen[9]
- Vermittlungsausschuss: eines von fünf Verfahren in der 4. und 5. Legislaturperiode (1994–2004)[10]

## Kritik
Die Europäische Bürgerbeauftragte, Emily O’Reilly, hat am 26. Mai 2015 eine Untersuchung (OI/8/2015/FOR) bezüglich der Transparenz von „Trilogen“ eröffnet. Darüber hat sie am 28. September 2015 im Europäischen  Parlament (EP) berichtet und es wurde im EP darüber debattiert.
Es wurde festgehalten, dass beim informellen Trilog, der ca. 85 % aller Gesetzgebungsverfahren betreffen würde, die Öffentlichkeit nahezu keine Informationen darüber erhalte. Grundsätzlich gelte auch für die Triloge das Effizienzgebot nach Art 13 EUV und, dass dies auch öffentliche Akzeptanz und Information umfasse.
In dieser Debatte des Europäischen Parlaments vom 28. September 2015 mit der Europäischen Bürgerbeauftragten wurde auch die Intransparenz der Ratsarbeitsgruppen kritisiert. Bei offiziellen Dokumentenanfragen erhalte das Europäische Parlament oftmals nur Zusammenfassungen der Diskussionen im Rat, welche zudem für Personen, die daran nicht teilgenommen hätten, unverständlich seien. Eine Reform des Trilogverfahrens sei erforderlich.
Der Rat der Europäischen Union hat am 15. September 2015 eine Stellungnahme (11873/15) zu dieser Untersuchung der Bürgerbeauftragten abgegeben und das Ergebnis sowie die Berechtigung der Bürgerbeauftragten, bestimmte Fragen diesbezüglich zu untersuchen, bezweifelt.
Nach einer Klage des ehemaligen Beamten Emilio de Capitani entschied das Gericht der Europäischen Union im März 2018, dass das Europäische Parlament auf Antrag nach der EU-Verordnung Nr. 1049/2001 Zugang zu Dokumenten von laufenden Trilogen herausgeben muss.